# Barlowita
La barlowita és un mineral de la classe dels halurs. Rep el seu nom de William Barlow (1845-1934), geòleg i cristal·lògraf amateur anglès; qui va enumerar de forma independent els 230 grups espacials i va proposar diverses estructures cristal·lines a la dècada de 1880.

## Característiques
La barlowita és un halur de fórmula química Cu₄BrF(OH)₆. Va ser aprovada com a espècie vàlida per l'Associació Mineralògica Internacional l'any 2010. Cristal·litza en el sistema hexagonal. La seva duresa a l'escala de Mohs oscil·la entre 2 i 2,5. És l'anàleg amb brom de la claringbul·lita.
Segons la classificació de Nickel-Strunz, la barlowita pertany a «03.DA: Oxihalurs, hidroxihalurs i halurs amb doble enllaç, amb Cu, etc., sense Pb» juntament amb els següents minerals: atacamita, melanotal·lita, botallackita, clinoatacamita, hibbingita, kempita, paratacamita, belloïta, herbertsmithita, kapellasita, gillardita, haydeeïta, anatacamita, claringbul·lita, simonkol·leïta, buttgenbachita, connel·lita, abhurita, ponomarevita, anthonyita, calumetita, khaidarkanita, bobkingita, avdoninita i droninoïta.

## Formació i jaciments
Va ser descoberta a la mina Great Australia, a la localitat de Cloncurry, al districte homònim que es troba a l'estat de Queensland, a Austràlia. Es tracta de l'únic indret on ha estat trobada aquesta espècie mineral.